# Дубровський район
Дубровський район — адміністративна одиниця на північному заході Брянської області Росії.
Адміністративний центр — селище міського типу Дубровка.

## Географія
Площа району — 1030 км². Межує на півночі із Рогнединським районом, на півдні - із Клєтнянським районом, на сході - із Жуковським районом області, на заході із Смоленською областю.
Основні річки — Сеща, Бєлизна, Десна.

## Історія
Дубровський район був заснований у 1929 році на основі Дубровської волості Бежицького повіту Брянської губернії та частини Сещенської волості Рославльського повіту Смоленської губернії. Спочатку район входив до складу Рославльського округу Західної області.
У 1937 році була заснована Орловська область, у які разом з іншими районами нинішньої Брянської області, увійшов і Дубровський район.
5 липня 1944 року Указом Президії Верховної ради СРСР була заснована Брянська область, у склад якої й увійшов Дубровський район.
У 1963-1972 рр. у склад району входила територія тимчасово скасованого Рогнединського району.

## Демографія
Населення району на 1 січня 2010 року становить 21 311 осіб. Усього нараховується 113 населених пункти.

## Адміністративний поділ
У 2005 році після муніципальної реформи у районі міститься 1 міське і 6 сільських поселень:
Міські поселення
1. Дубровське міське поселення(інші мови)

Сільські поселення
1. Алєшинське сільське поселення
2. Пєклинське сільське поселення
3. Рєковицьке сільське поселення
4. Рябчинське сільське поселення
5. Сергіївське сільське поселення(інші мови)
6. Сєщинське сільське поселення

## Транспорт
Через район проходять залізнична і автотранспортна дороги, з'єднуючі Брянськ і Смоленськ.

## Визначні пам'ятки
- Громова криниця у селі Алєшня

## Православ'я
На крутому березі річки Десни села Голубея Дубровського району знаходиться старовинний Храм Святої Трійці, оновлений у XIX столітті графом Олсуф'євим. Також Православні Храми є у Дубровці (Паїсія Величковського), Алєшні (нині на реконструкції), Сещі, Рябчах, Пеклино. У селі Рєковичі збереглися залишки Храму Святого Миколая.

## Святі джерела
Недалеко від села Голубея, де зустрічаються води двох струмків освячена купіль в ім'я Святих Апостолов Петра і Павла. Особливо загадкове те, що кожний із струмків починається із шести цівок, символізуючи цим 12 апостолів. 12 липня, у день пам'яті славних і всехвальних первоверховних апостолів, звідусіль з'їжджаються до села Голубея паломники. З хоругвами та співами йдуть вони до джерела, де здійснюється молебний спів із освяченням води. У селі Голубея поблизу Храму освячено джерело ССвятої Трійці. А от село Алєшня прославилось не тільки найвищою точкою Брянської області над рівнем моря, але й колись виникшим чудовим джерелом. У дерево, де колись зупинялися на відпочинок подорожні та паломники, ударила блискавка. Дерева не стало, але забило джерело, у народі названий Громовим колодязем. Наразі він освячений. До нього приїжджають не тільки випити святої цілющої води, але й зануритися у чудодійних водах.